# Cratere Mae
Mae  è un cratere sulla superficie di Venere.